# Abdij van Notre-Dame du Jau
De Abdij van Notre-Dame du Jau (oorspronkelijk Clariana) was een cisterciënzer abdij in de gemeente Mosset in het departement Pyrénées-Orientales in de regio Languedoc-Roussillon in Frankrijk. De abdij ligt 10 kilometer ten westen van Prades in het Castellanedal nabij de Col de Jau tussen de Têt en de Aude.

## Geschiedenis
Het in 1147 opgerichte benedictijnenklooster werd in 1162 vanuit de Abdij van Ardorel door de cisterciënzers overgenomen. De abdij bezat meerdere uithoven in Mas de Sainte-Marie in Ille-sur-Têt, Saint-Martin-de-la-Riba bij Millas en twee tussen Estagel und Cases de Pene. Het klooster, dat waarschijnlijk voornamelijk als hospitium voor reizigers diende, bleef altijd onbeduidend. Al in 1230 overwoog het kapittel van de orde het te sluiten. Het klooster bestond echter nog tot in de 17e eeuw. Tegenwoordig zijn er enkel nog kleine restanten van over.